# Instituto Geográfico Nacional (Perú)
El Instituto Geográfico Nacional es la agencia cartográfica nacional de Perú. Es un organismo público descentralizado adscrito al Ministerio de Defensa y tiene como finalidad elaborar los mapas oficiales del Perú, para apoyar las actividades concernientes al desarrollo y la defensa del país. Su sede se encuentra en la ciudad de Lima.

## Historia
El 13 de febrero de 1901 cuando se reorganiza el Estado Mayor General del Ejército (EMGE) se incluye un 4.º negocio dedicado a topografía y cartografía.
El 6 de marzo de 1906 el presidente José Pardo aprobó el servicio topográfico bajo el EMGE.
El 14 de abril de 1913 es creado el Servicio Geográfico del Ejército (SGE) como una dependencia del EMGE y con DS del 14 de mayo del 1013 se dispone levantar la carta geográfica del Perú  misión que hasta entonces cumplía la Sociedad Geográfica de Lima.
Con DS del 10 de mayo de 1921 el presidente Augusto B. Leguía encarga la dirección del SGE al coronel francés Georges Thomas, quien estableció las bases para la “Carta Nacional”.
En 1938, se edita conjuntamente con la Sociedad Geográfica de Lima, un Mapa del Perú, a escala 1: 1´500 000, el cual aprobado por el presidente Oscar R. Benavides y que contiene las fronteras internacionales, así como la demarcación interior (RRSS de 12 Nov 34 y 08 Ene 35).
En 1944 se cambia de nombre al SGE a Instituto Geográfico Militar (IGM) .
Mediante Decreto Supremo de 10 de octubre de 1957, se autoriza al Instituto Geográfico Militar (IGM) realizar trabajos de aerofotogrametría, para el levantamiento de la carta Nacional.
Mediante el Decreto Legislativo N.º 30 de 1980 el IGM pasa a llamarse Instituto Geográfico Nacional (IGN) .
En 1981, por Decreto Legislativo N.º 30 el Instituto Geográfico Militar, toma el nombre de Instituto Geográfico Nacional, con dependencia directa del Ministerio de Guerra y con la misión de confeccionar y actualizar la Carta Nacional y de proporcionar apoyo cartográfico al Ejército, a otros Institutos de la Fuerza Armada y a las entidades que lo requieran con fines de defensa y desarrollo.
Mediante Ley N.º 24654 del 31 de marzo de 1987 y Decreto Legislativo N.º 434 del 27 de septiembre de 1987 el IGN se constituye en Organismo Público Descentralizado del sector defensa.
El 13 de junio de 2000 se promulga de Ley 27292 del IGN, incluyendo su organización y funciones, direcciones técnicas; (Geografía, SIG, Geodesia, Fotogrametría, Cartografía, Reproducción; Escuela Cartográfica; Direcciones Regionales). Entre las Disposiciones complementarias Transitorias y Finales, figura como en normas legales anteriores, la “Obligación de las entidades públicas y privadas de proporcionar información de carácter geográfico cartográfico, para mantener actualizada la Base de Datos Cartográficos”.

## Hitos
1. 1916, primer mapa impreso a colores.
2. 10 de mayo de 1921 se inicia el levantamiento de la carta nacional a plancheta
3. 1960 se inicia la elaboración de la carta nacional mediante procedimientos aerofotogramétricos
4. 1976 se inicia el empleo de técnicas de percepción remota por satélite mediante el empleo de imágenes del satélite LANDSAT
5. 1995 se inicia la cartografía digital
6. 1999 se culmina la cartografía nacional a escala 1/100,000
7. 17 de noviembre de 2021 se declarar oficialmente como Centro Local de Procesamiento SIRGAS al IGN-Perú.[8]

## Jefes
1. Teniente Coronel Carlos Méndez Prieto (1915-1919)
2. Coronel George Thomas (1921-1925)
3. Coronel José A. Vallejo F. (1925-1928)
4. Coronel Ricardo E. Llona (1928-1931)
5. Coronel Gerardo Dianderas Sánchez (1931-1939)
6. Coronel Bernardino Vallenas Fernández (1939-1946)
7. Coronel Gerardo Dianderas Sánchez (1946-1948)
8. Coronel Jorge Sarmiento Calmet (1948-1956)
9. General de Brigada Guillermo Barriga (1956-1963)
10. Coronel Luis Montezuma Delfín (1963-1965)
11. Coronel Enrique Falconi Mejía (oct. 1965-dic. 1966)
12. General de Brigada Marco Fernández Baca (ene. 1967-jul. 1968)
13. General de Brigada Marcial Rubio Escudero (ago. 1968-dic. 1970)
14. General de Brigada Luis Vignes Rodríguez (1972-1973)
15. General de Brigada Héctor Portocarrero Zubiate (ene. a oct. 1974)
16. Coronel Guillermo Fernández Dávila (nov. 1974-dic. 1975)
17. Coronel Oscar De Lama Lora (1976)
18. Coronel Luis Figari Ferreyra (1977)
19. General de Brigada Jorge Luna Salinas (1978)
20. Coronel Luis Figari Ferreyra (1979)
21. General de Brigada Luis Gonzales Cárdenas (1980)
22. General de Brigada Alberto Delgado Velasco (1981-1983)
23. General de Brigada Jorge Rosales Viera (1984-1987)
24. General de Brigada Sergio Valqui Casas (1988)
25. Coronel Luis Effio Alfaro (1989)
26. General de Brigada Juan León Varillas (1990-1991)
27. General de Brigada Alejandro Wendorff Rodríguez (1992-1993)
28. General de Brigada Alberto Delgado Bejarano (1994-1995)
29. General de Brigada Guillermo Rebagliati Escala (1996-1997)
30. General de Brigada José Herrera Rosas (1998-1999)
31. General de Brigada Luis Alberto Muñoz Díaz (2000)
32. General de Brigada Gustavo Bobbio Rosas (2001-2002)
33. General de Brigada Adolfo Carbajal Valdivia (2003-2004)
34. General de Brigada Vargas Vaca Francisco Antonio (2005-sep. 2006)
35. General de División “R” Tafur Ganoza Carlos Alfonso (sep. 2006-2011)
36. General de Brigada Pedro Arturo Chocano Ochoa (2012-2013)
37. General de Brigada Jorge Helmutt Sanabria Monroy (2014)
38. General de Brigada Marco Merino Amand (2015-2016)
39. General de Brigada Marco Rodríguez Monge (2017-2018)
40. General de Brigada Fernando Portillo Romero (2019-2021)
41. General de Brigada Gonzalo Eduardo Cabrejos Ramos (2022)
42. General de Brigada Carlos Enrique Bojorquez Quiñonez (2023)
43. General de Brigada Robert Heli Valles Angulo (2024)
44. General de Brigada Francisco Salvador Munarriz Escajadillo (2025 - ...)